# تيد ستريكلاند
تيد ستريكلاند (بالإنجليزية: Ted Strickland) من مواليد 4 آب -أغسطس من سنة 1941 في ولاية أوهايو هو سياسي أمريكي ينتمي إلى الحزب الديمقراطي وحاكم ولاية أوهايو منذ كانون الثاني - يناير من عام 2007 كان ستريكلاند عضوا في مجلس النواب الأمريكي في فترتين مختلفتين الأولى ما بين الأعوام 1993 إلى عام 1995، والثانية ما بين الأعوام 1997 إلى عام 2007 الجدير بالذكر إلى إم ستريكلاند ينتمي إلى المذهب الميثودي.